# Schaatsen op de Olympische Winterspelen 2018 - Ploegenachtervolging vrouwen
De ploegenachtervolging vrouwen op de Olympische Winterspelen 2018 in Pyeongchang vond plaats op 19 en 21 februari 2018 in de Gangneung Science Oval in Gangneung, Zuid-Korea. De kwartfinales werden gereden op 19 februari, de halve finale en de finale op 21 februari.

## Records
Records voor aanvang van de Spelen van 2018
| Titelverdediger  | Jorien ter Mors Marrit Leenstra Ireen Wüst | Nederland | 2.58,05 (finale) | Sotsji         |
| Wereldrecord     | Miho Takagi Ayano Sato Nana Takagi         | Japan     | 2.50,87          | Salt Lake City |
| Olympisch record | Jorien ter Mors Marrit Leenstra Ireen Wüst | Nederland | 2.58,05          | Sotsji         |

## Wedstrijden
Resultaten volgens Pyeongchang 2018.

### Kwartfinale
| Schaatsers                                                      | Land | Tijd          | – | Schaatsers                                                  | Land | Tijd    |
| --------------------------------------------------------------- | ---- | ------------- | - | ----------------------------------------------------------- | ---- | ------- |
| Marrit Leenstra / Ireen Wüst / Antoinette de Jong               | NED  | 2.55,61 OR BR | - | Kim Bo-reum / Park Ji-woo / Noh Seon-yeong                  | KOR  | 3.03,76 |
| Miho Takagi / Ayano Sato / Nana Takagi                          | JPN  | 2.56,09       | - | Li Dan / Han Mei / Hao Jiachen                              | CHN  | 3.00,01 |
| Roxanne Dufter / Gabriele Hirschbichler / Claudia Pechstein     | GER  | 3.02,65       | - | Ivanie Blondin / Josie Morrison / Isabelle Weidemann        | CAN  | 2.59,02 |
| Natalia Czerwonka / Luiza Zlotkowska / Katarzyna Bachleda-Curuś | POL  | 3.04,80       | - | Heather Richardson-Bergsma / Brittany Bowe / Mia Manganello | USA  | 2.59,75 |

#### Stand
| Nr. | Land             | Tijd          | Verschil | Volgende race  |
| --- | ---------------- | ------------- | -------- | -------------- |
| 1   | Nederland        | 2.55,61 OR BR |          | Halve finale 1 |
| 2   | Japan            | 2.56,09       | +0,48    | Halve finale 2 |
| 3   | Canada           | 2.59,02       | +3,41    | Halve finale 2 |
| 4   | Verenigde Staten | 2.59,75       | +4,14    | Halve finale 1 |
| 5   | China            | 3.00,01       | +4,40    | Finale C       |
| 6   | Duitsland        | 3.02,65       | +7,04    | Finale C       |
| 7   | Zuid-Korea       | 3.03,76       | +8,15    | Finale D       |
| 8   | Polen            | 3.04,80       | +9,19    | Finale D       |

### Halve finale
| Schaatsers                                       | Land | Tijd    | – | Schaatsers                                                      | Land | Tijd    |
| ------------------------------------------------ | ---- | ------- | - | --------------------------------------------------------------- | ---- | ------- |
| Ireen Wüst / Antoinette de Jong / Lotte van Beek | NED  | 3.00,41 | - | Heather Richardson-Bergsma / Carlijn Schoutens / Mia Manganello | USA  | 3.07,28 |
| Miho Takagi / Ayaka Kikuchi / Nana Takagi        | JPN  | 2.58,94 | - | Ivanie Blondin / Keri Morrison / Isabelle Weidemann             | CAN  | 3.01,84 |

#### Stand
| Nr. | Land             | Tijd    | Verschil | Volgende race |
| --- | ---------------- | ------- | -------- | ------------- |
| 1   | Japan            | 2.58,94 |          | Finale A      |
| 2   | Nederland        | 3.00,41 | +1,47    | Finale A      |
| 3   | Canada           | 3.01,84 | +2,90    | Finale B      |
| 4   | Verenigde Staten | 3.07,28 | +8,34    | Finale B      |

### Finales
| Finale | Schaatsers                                                  | Land | Tijd          | – | Schaatsers                                                  | Land | Tijd    |
| ------ | ----------------------------------------------------------- | ---- | ------------- | - | ----------------------------------------------------------- | ---- | ------- |
| A      | Miho Takagi / Ayano Sato / Nana Takagi                      | JPN  | 2.53,89 OR BR | - | Marrit Leenstra / Ireen Wüst / Antoinette de Jong           | NED  | 2.55,48 |
| B      | Heather Richardson-Bergsma / Brittany Bowe / Mia Manganello | USA  | 2.59,27       | - | Ivanie Blondin / Josie Morrison / Isabelle Weidemann        | CAN  | 2.59,72 |
| C      | Li Dan / Liu Jing / Hao Jiachen                             | CHN  | 3.00,04       | - | Roxanne Dufter / Gabriele Hirschbichler / Claudia Pechstein | GER  | 3.04,67 |
| D      | Kim Bo-reum / Park Ji-woo / Noh Seon-yeong                  | KOR  | 3.07,30       | - | Natalia Czerwonka / Luiza Zlotkowska / Karolina Bosiek      | POL  | 3.03,11 |

#### Stand
| Nr. | Land             | Tijd          | Verschil |
| --- | ---------------- | ------------- | -------- |
| 1   | Japan            | 2.53,89 OR BR |          |
| 2   | Nederland        | 2.55,48       | +1,59    |
| 3   | Verenigde Staten | 2.59,27       |          |
| 4   | Canada           | 2.59,72       | +0,45    |
| 5   | China            | 3.00,04       |          |
| 6   | Duitsland        | 3.04,67       | +4,63    |
| 7   | Polen            | 3.03,11       |          |
| 8   | Zuid-Korea       | 3.07,30       | +4,19    |

2006 · 
2010 · 
2014 ·
2018 ·
2022